# Elena Pietrini
Elena Pietrini (* 17. März 2000 in Imola) ist eine italienische Volleyballspielerin. Sie spielt auf der Position Außenangriff/Annahme.

## Erfolge Nationalmannschaft
U18-Europameisterschaft:
- 2017

U18-Weltmeisterschaft:
- 2017

Weltmeisterschaft:
- 2018

Volley Masters Montreux:
- 2019

Europameisterschaft:
- 2021[2]

## Einzelauszeichnungen
- 2017: Bester Außenangriff/Annahme U18-Europameisterschaft
- 2017: MVP U18-Weltmeisterschaft
- 2021: Bester Außenangriff/Annahme Europameisterschaft